# Gustav Kulhavý
Gustav Kulhavý (27. listopadu 1875 Královské Vinohrady – 27. prosince 1959) byl český architekt, vrchní inženýr pozemních staveb společnosti Císařsko-královské státní dráhy (kkStB), autor řady nádražních budov a dalších výstavních staveb, zejména v secesním slohu.

## Život a dílo
Absolvoval stavitelství v Polytechnickém ústavu v Praze v letech 1895–1899. Od roku 1902 působil na oddělení pozemních staveb Ministerstva železnic a státní společnosti kkStB. Podílel se na celé řadě významných přestaveb nádraží a výpravních budov, které měly výrazný reprezentativní ráz, často v dobovém secesním duchu.
Po vzniku nezávislého Československo byl zaměstnán jako přednosta odboru pozemních staveb na Ministerstvu železnice ČSR. V roce 1922 navrhl spolu s Vojtěchem Krchem kancelářskou budovu ČSD na adrese Křižíkova 552/2 na Florenci v Praze v kubistickém stylu. Ve své funkci působil do roku 1935. V roce 1946 byl evidován jako ministerský rada ve výslužbě.

## Budovy
Stavby, jejichž je Kulhavý autorem, nebo na nich spolupracoval.

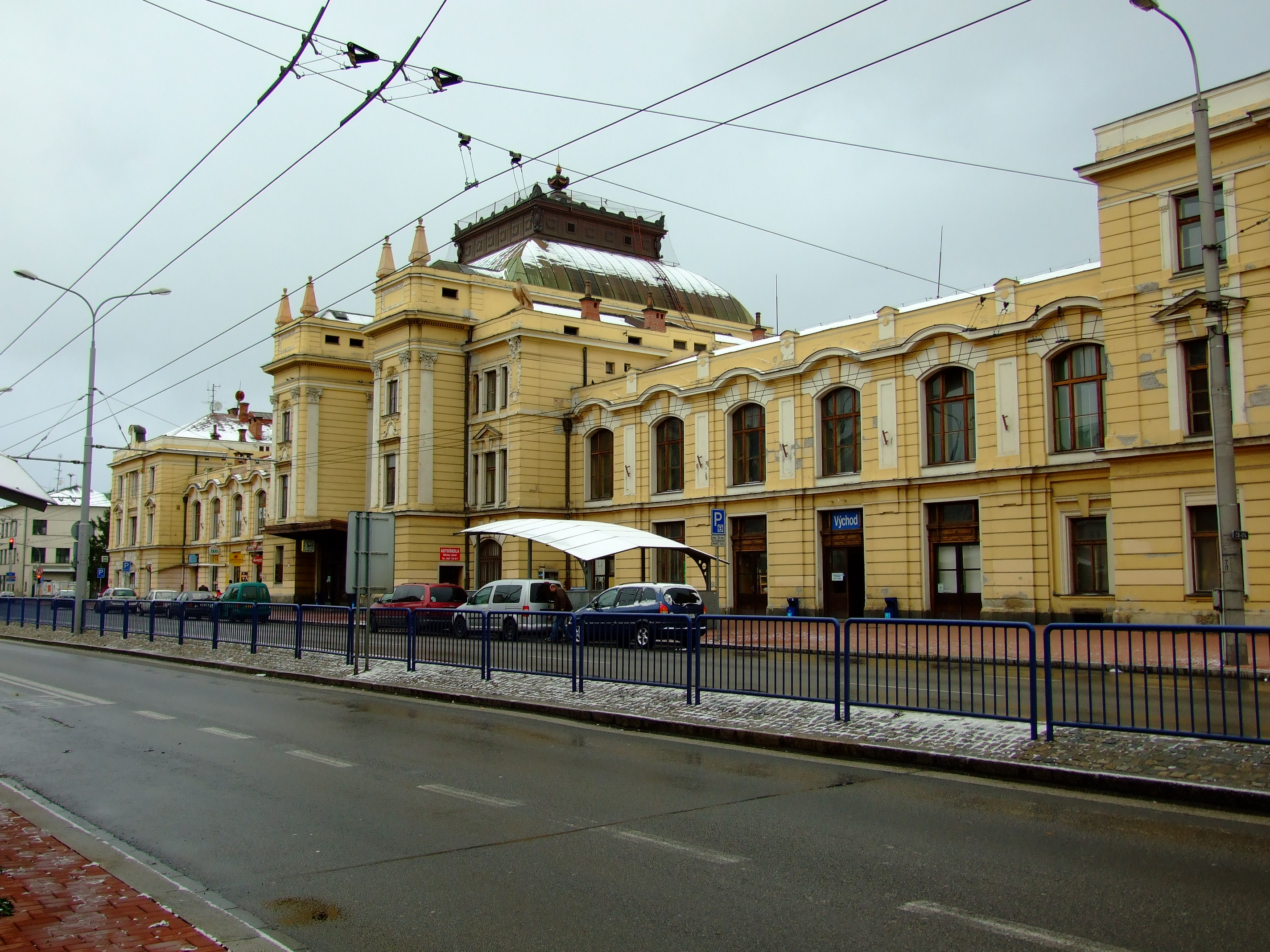
Nádraží České Budějovice (1908)
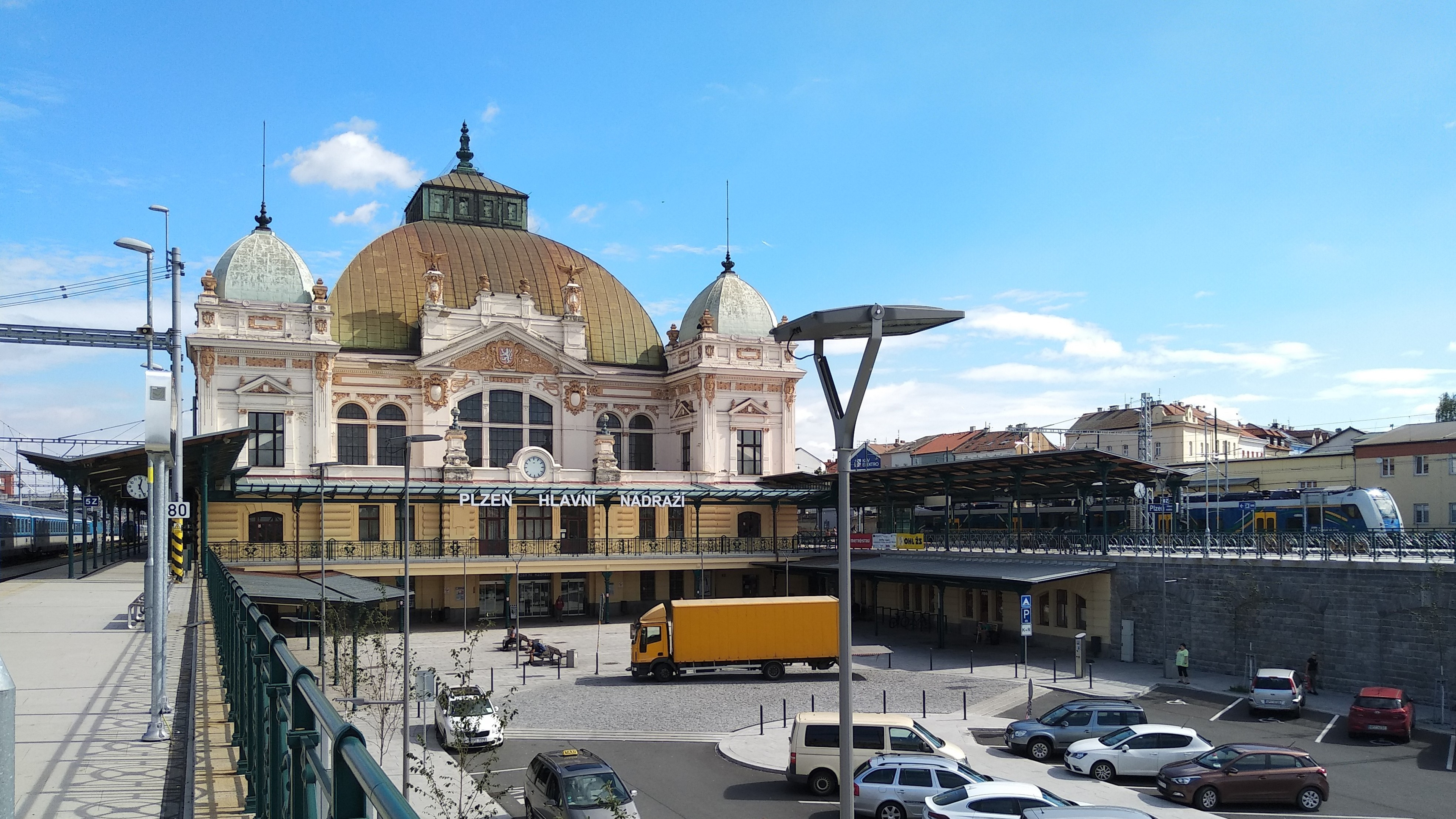
Plzeň hlavní nádraží (1908)
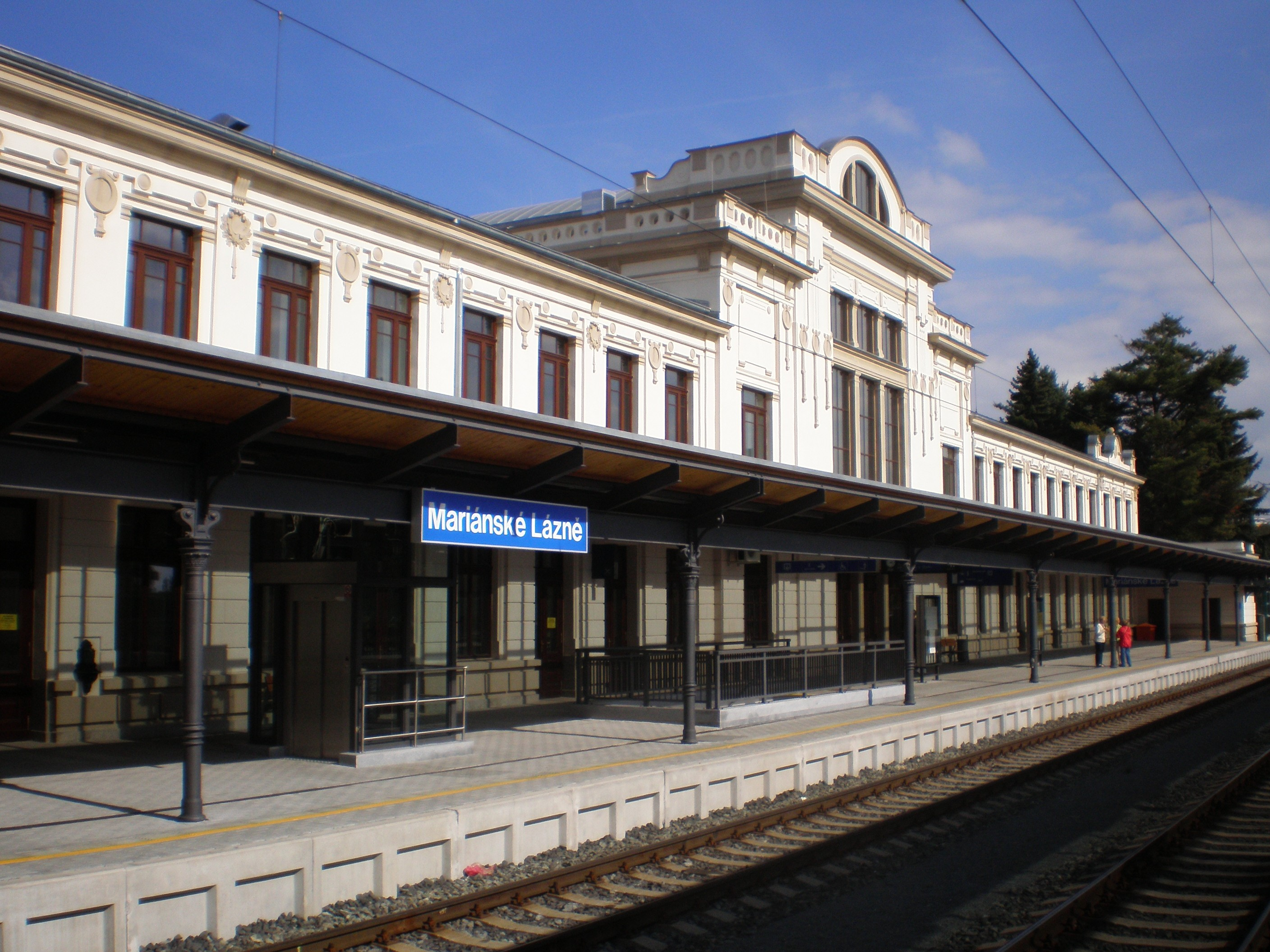
Nádraží Mariánské Lázně, (1902)
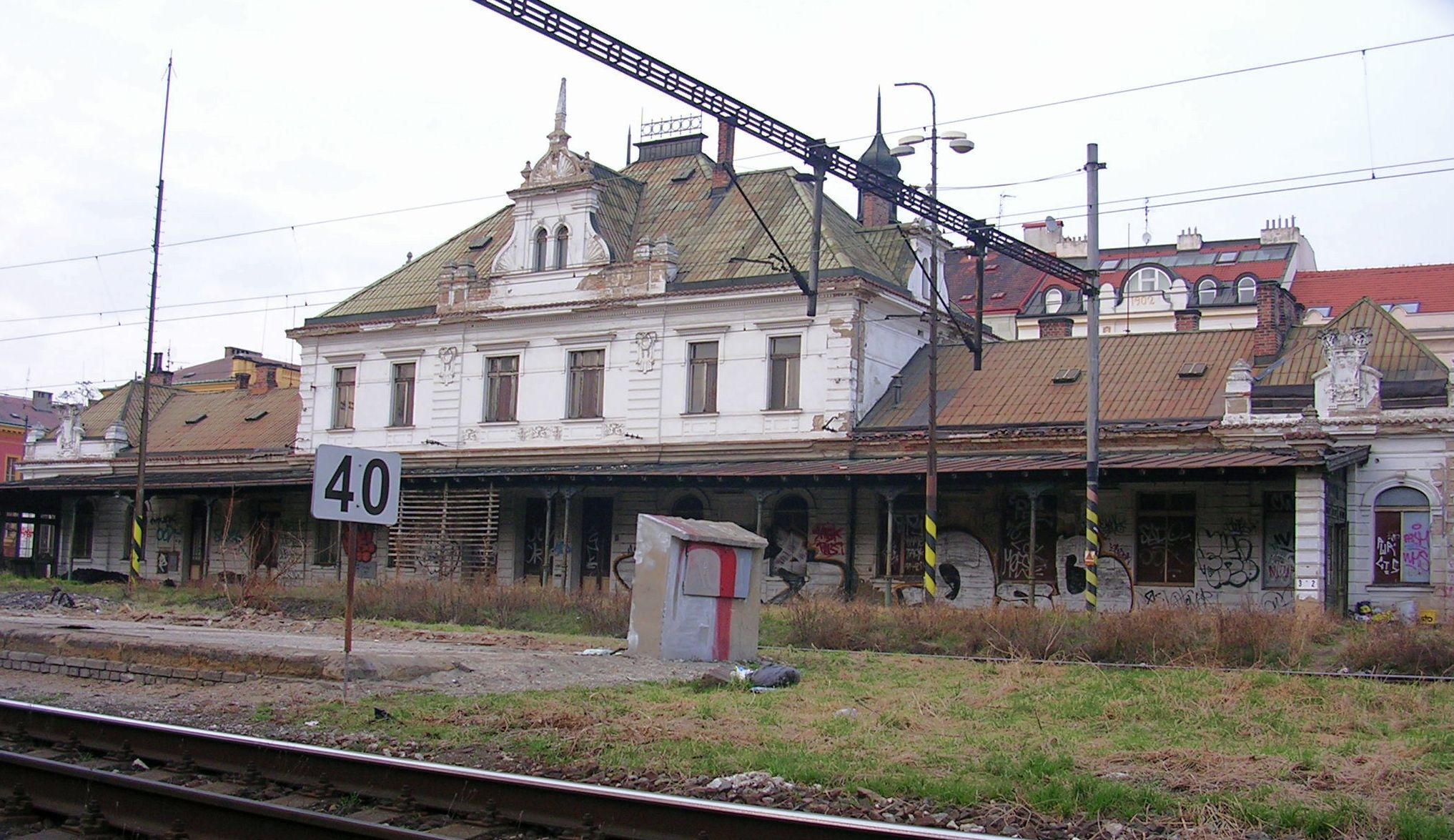
Praha-Vyšehrad (pravděpodobná spolupráce, 1904)
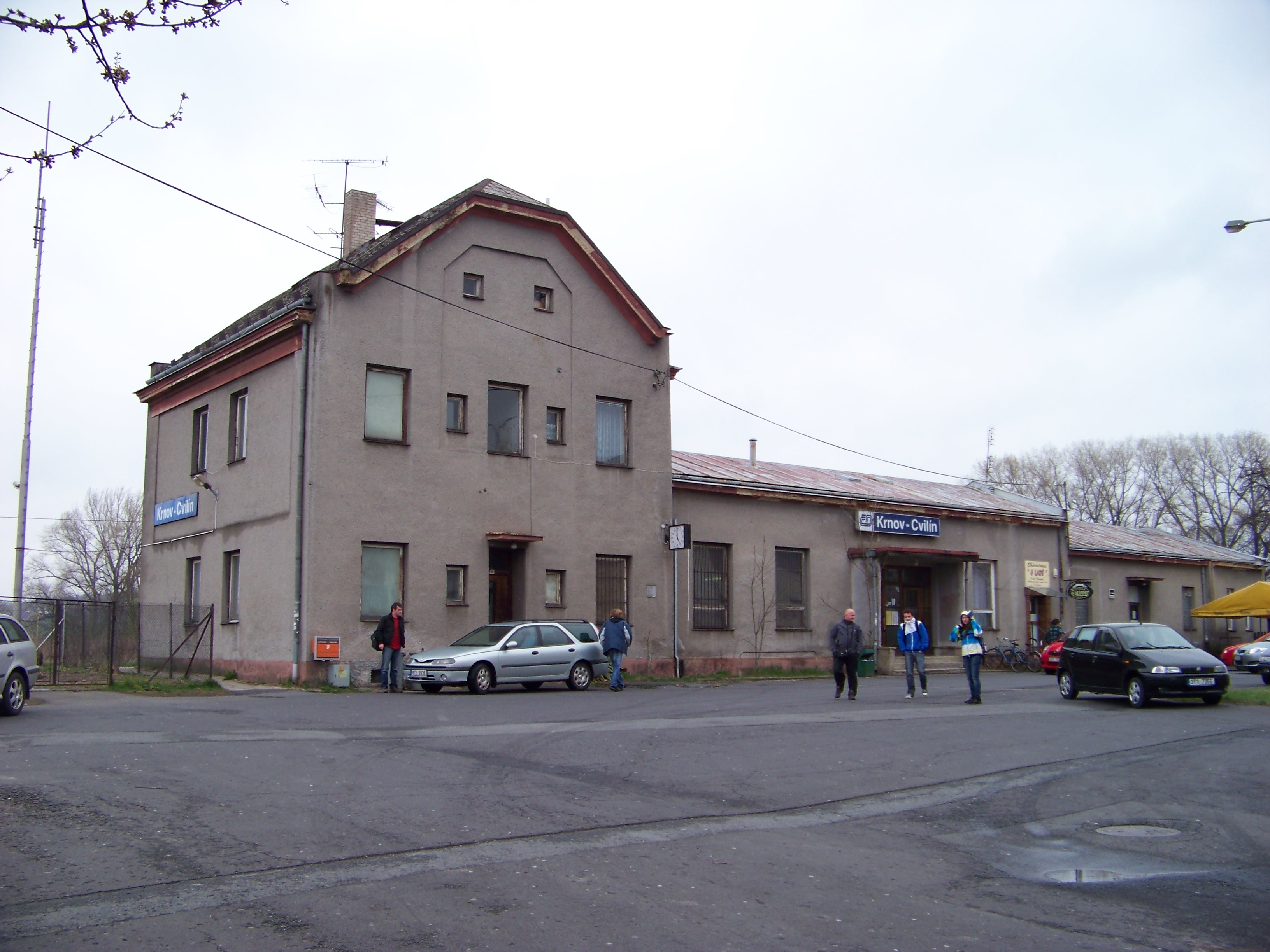
Stanice Krnov-Cvilín v Krnově
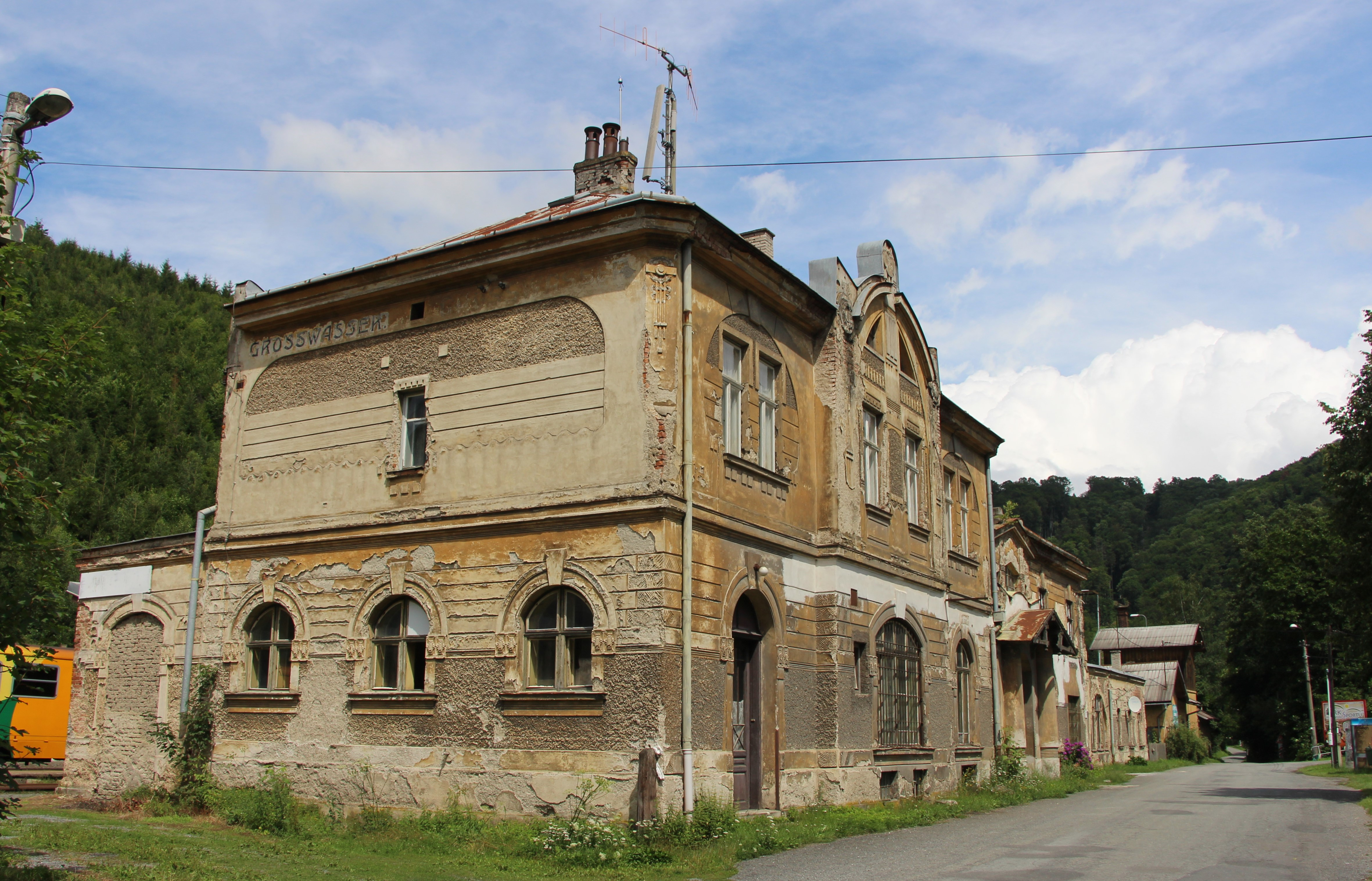
Hrubá Voda (1908)